# Rob Sudduth
Rob Sudduth ist ein US-amerikanischer Musiker. Er gehört seit 1994 zum Bläsersatz der Band Huey Lewis & The News. Sein Hauptinstrument ist das Saxophon, er spielt jedoch auch Flügelhorn und Posaune.

## Biografie
Sudduth stammt aus Sonoma County in Kalifornien und wuchs in der Bay Area auf. Er interessierte sich früh für Musik und erlernte das Saxophonspiel. Er spielt sowohl Jazz als auch Rock und arbeitete mit Künstlern wie Rusty Zinn, Norah Jones, Jaron Lanier und Ben Goldberg. Seit 1994 gehört er zum festen Ensemble der Band Huey Lewis & the News, in der er nicht nur Instrumentalist, sondern auch Arrangeur für die Bläsersektion der Gruppe ist.
Sudduth lebt seit 2002 ein New York, wo er als Sessionmusiker arbeitet und bei Broadwayproduktionen wie Grease und Hairspray spielt.

## Diskografie (Auszug)
mit Rusty Zinn
- Sittin’ & Waitin’ (1996)
- Confessin’ (1999)

mit Jaron Lanier
- Instruments of Change (1994)

mit Ben Goldberg
- Twelve Minor (1998)
- The Door, the Hat, the Chair, the Fact (2006)
- Unfold Ordinary Mind (2012)
- Orphic Machine (2015)

mit Huey Lewis & the News
- Time Flies... The Best of Huey Lewis & the News (1996)
- Plan B (2001)
- Live at 25 (2005)
- Soulsville (2010)

mit Norah Jones
- Not Too Late (2009)

Solo
- Just One of Those Things (1999)